# Zorotypus hubbardi
Zorotypus hubbardi is een insectensoort uit de familie Zorotypidae, die tot de orde Zoraptera behoort.

## Verspreiding en leefgebied
Deze soort is vrij zeldzaam en komt voor in het oosten en zuiden van Noord-Amerika.